# Eptatretus okinoseanus
Eptatretus okinoseanus is een soort uit de familie der slijmprikken (Myxinidae).